# Корнеліс Ян Вітсен
Корнеліс Ян Вітсен (нід. Cornelis Jan Witsen; 1605 —12 березня 1669) — голландський політик, купець, дипломат, правник, бургомістр Амстердама.

## Життєпис
Походив зі впливового патриціанського роду Амстердама. Єдиний син Яна Вітсена і Маргарити Оетґенсон ван Ваверен. Народився 1605 року. Точна дата невідомо, знано, що Корнеліса Яна хрещено 8 вересня.
Здобув гарну освіту й вчений ступінь доктора права. Вважався одним з найосвіченіших людей свого часу в Голландії. У 1634 році оженився з донькою впливового аристократичного роду де Граффів. Стає капітаном шутерів, згодом очолив усю гільдію шутерів. У 1636 році після смерті батька успадкував родинну справу.
У 1640-х роках стає членом магістрату, підтримував Генеральні Штати у протистоянні зі штатгальтермо Вільгельмом II Оранським. Доклав зусиль для оборони Амстердама від штатгальтра у 1650 році. Того ж року брав участь у перемовинах з Оранським. Був бургомістром Амстердама в 1653, 1658, 1662 і 1667 роках.
1652 році за наказом штатів Голландії здійснив поїздку до провінцій Оверейсл і Гельдерн із метою приборкання прихильників «оранжистів». 1653 року надав кредит художнику Рембрандту для виплати кредиту на сплату купівлі будинку. 1655 року призначено керівником Голландської Ост-Індійської компанії. Водночас отримав членство в Амстердамському адміралтействі (провінції Голландія). Завдяки енергії Вітсена було створено факторії в Персії, Бенгалії, Малаці, Сіамі, Кантоні, Формозі (нині Тайвань), а також на узбережжя Малабар і Коромандель в Індії. Також в значні мірі сприяв зведенню Національного морського Арсеналу, розпочатого 1655 року.
1656 році очолив посольство до англійського протектора Олівера Кромвеля щодо реалізації Вестмінстерського мирного договору 1654 року, яким було завершено Першу англо-голландську війну. Обговорювалися питання мореплавства й виконання Акта про навігацію. 1658 році вимога Вітсена до Рембрандта повернути позику призвела до банкрутства художника. Того ж року надав фінансову допомогу відомому чеському протестанту-освітянину Яну Амосу Коменському. Натомість той присвятив синам Корнеліса Вітсена п'єсу про Діогена.
1662 році разом з іншим впливовими членами магістрату відмовився залишити картину Рембрандта «Змова Юлія Цивіліса» в новій ратуші Амстердама. 1665 року стає членом Генеральних Штатів. 1667 року обирається регентом Амстердама. Ця посада на той час фактично означала шутера (регента) провінції Голландія. В умовах, коли ця провінція була провідною в Республіці, той Корнеліс Ян Вітсена став фактично одним з її очільників.
На момент смерті Корнеліса Яна Вітсена у 1669 році Голландська Ост-Індійська компанія була найбагатшою приватною компанією у світі, із більш ніж 150 торговими суднами, 40 військовими кораблями, 50 000 співробітників, приватною армією із 10 000 солдатів і виплатою дивідендів в розмірі 40 % від початкових інвестицій.
У Рейксмузеумі Амстердама зберігається пам'ятна медаль на честь Корнеліуса Яна Вітсена: на одному боці — бюст Корнеліса, на звороті — герб родини Вітсену з девізом «Candide et Cordate» (лат. «Щиро і розсудливо»).

## Родина
Дружина — Катарина де Графф Опсі.
Діти:
- Ян (1636—1676), секретар муніципалітету Амстердама
- Ламберт (1638—1697), капітаном-капер на службі Франції
- Ніколаас (1641—1717), бургомістр Амстердама, письменник, мандрівник
- Корнеліс (1645—1680)
- Йонас (1647—1675)